# N.E.C. in het seizoen 1961/62
Het seizoen 1961/1962 was het achtste jaar in het bestaan van de Nijmeegse betaaldvoetbalclub N.E.C.. De club kwam uit in de Tweede divisie en eindigde daarin op de negende plaats. Tevens deed de club mee aan het toernooi om de KNVB beker, hierin werd de club in de eerste ronde uitgeschakeld door PEC (0–2).

## Wedstrijdstatistieken

### Tweede divisie
|       | Baronie | EDO   | De Graafschap | Helmondia '55 | LONGA | Oldenzaal | PEC   | RCH   | Roda Sport | Tubantia | UVS   | Velox | Zwartemeer | Zwolsche Boys |
| ----- | ------- | ----- | ------------- | ------------- | ----- | --------- | ----- | ----- | ---------- | -------- | ----- | ----- | ---------- | ------------- |
| Thuis | 2 – 3   | 4 – 0 | 0 – 3         | 5 – 0         | 1 – 1 | 2 – 1     | 7 – 2 | 0 – 2 | 1 – 4      | 2 – 1    | 2 – 1 | 2 – 1 | 5 – 0      | 2 – 2         |
| Uit   | 3 – 4   | 3 – 1 | 4 – 2         | 8 – 1         | 1 – 1 | 2 – 0     | 2 – 2 | 1 – 0 | 3 – 0      | 1 – 4    | 3 – 2 | 1 – 1 | 4 – 3      | 1 – 1         |

### Beslissingswedstrijd om de 9e, 10e en 11e plaats
| Beslissingswedstrijd 1                                                                            | N.E.C.                               | 1 – 0 (1 – 0) | Oldenzaal |
| 31 mei 1962 Plaats: Nijmegen Goffertstadion Toeschouwers: 12.000                                  | Tini van Reeken 3'                   |               |           |
| Beslissingswedstrijd 2                                                                            | De Graafschap                        | 2 – 0 (1 – 0) | N.E.C.    |
| 3 juni 1962 Plaats: Doetinchem De Vijverberg Toeschouwers 7.000 Scheidsrechter: Henk van der Veer | Hennie Oonk 9' Wim van de Schuur 82' |               |           |

### KNVB beker
| 1e ronde                                      | PEC                             | 2 – 0 (1 – 0) | N.E.C. |
| 21 oktober 1961 Plaats: Zwolle De Vrolijkheid | Leo Koopman 14' Jan Brouwer 82' |               |        |

## Statistieken N.E.C. 1961/1962

### Eindstand N.E.C. in de Nederlandse Tweede divisie 1961 / 1962
| Stand | Gespeeld | Gewonnen | Gelijk | Verloren | Punten | Doelpunten voor | Doelpunten tegen |
| ----- | -------- | -------- | ------ | -------- | ------ | --------------- | ---------------- |
| 9e    | 28       | 10       | 6      | 12       | 26     | 57              | 58               |

### Topscorers
| #              | Naam                        | Goal |
| -------------- | --------------------------- | ---- |
| 1.             | Theo Slijkhuis              | 13   |
| 2.             | Appie Meeuwissen            | 9    |
| 3.             | Jan van Boxtel              | 8    |
| 4.             | Toon Mijling                | 7    |
| 5.             | Tini van Reeken             | 6    |
| 6.             | Cor Smulders                | 4    |
| 7.             | Mari van den Dungen         | 3    |
| 8.             | Gerard Francissen           | 2    |
| 9.             | Wim Elbers                  | 1    |
| 9.             | Henk Hoogstraten            | 1    |
| 9.             | Cees Kick                   | 1    |
| 9.             | Gerard Koopman              | 1    |
| Eigen doelpunt |                             |      |
| –              | Foppe ten Hoor (Zwartemeer) | 1    |
| Totaal         | Totaal                      | 57   |

| #      | Naam            | Goal |
| ------ | --------------- | ---- |
| 1.     | Tini van Reeken | 1    |
| Totaal | Totaal          | 1    |

| #      | Naam   | Goal |
| ------ | ------ | ---- |
| –      |        | 0    |
| Totaal | Totaal | 0    |

## Voetnoten
Baronie · EDO · De Graafschap · Helmondia '55 · LONGA · N.E.C. · Oldenzaal · PEC · RCH · Roda Sport · Tubantia · UVS · Velox · Zwartemeer · Zwolsche Boys